# 松蔭大学
松蔭大学（しょういんだいがく、英語: Shoin University）は、神奈川県厚木市森の里若宮9-1に本部を置く日本の私立大学。1941年創立、2000年大学設置。大学の略称は松蔭大。
「知行合一」を教育理念としている。同一法人が経営する系列校に松蔭大学附属松蔭中学校・高等学校、松蔭幼稚園がある。兵庫県にある神戸松蔭大学は別系列。首都圏西部大学単位互換協定会協定校。

## 前身
2000年、松蔭女子大学設置によりその前身となった松蔭女子短期大学の学生募集を停止。2004年に共学化、松蔭大学へ改称し、現在に至る。

## 沿革
- 1941年 - 松蔭学園および松蔭女学校を創立
- 1948年 - 松蔭幼稚園を開園。松蔭女学校を松蔭中学校・高等学校と改称（女子のみ。2005年度より共学化）
- 1949年 - 松蔭女子専門学院を開校（各種学校。2014年3月廃止）
- 1985年 - 松蔭女子短期大学を開学（2000年募集停止、2001年廃止）
- 2000年 - 松蔭女子大学として開学し、経営文化学部（ビジネスマネジメント学科、異文化コミュニケーション学科）を設置
- 2004年 - 共学化し松蔭大学へ改称。異文化コミュニケーション学部（異文化コミュニケーション学科）を設置（経営文化学部異文化コミュニケーション学科を改組）
- 2004年 - 神奈川県平塚市に土地を取得、湘南キャンパスとする
- 2006年 - 松蔭大学大学院経営管理研究科経営管理専攻（修士課程）を設置
- 2009年 - 観光文化学部観光文化学科を設置。厚木ステーションキャンパス完成
- 2012年 - 異文化コミュニケーション学部をコミュニケーション文化学部に改称。コミュニケーション文化学部に生活心理学科、経営文化学部に経営法学科を設置
- 2013年 - 経営文化学部に金融経済学科を、コミュニケーション文化学部に日本文化コミュニケーション学科を増設。観光文化学部を観光メディア文化学部に改称し、メディア情報文化学科をそれぞれ増設。教育開発センターを開設
- 2014年 - 看護学部看護学科を設置
- 2015年 - 総合学術センターを開設
- 2017年 - コミュニケーション文化学部に子ども学科を開設
- 2020年 - 経営文化学部の金融経済学科を募集停止
- 2023年 - 経営文化学部金融経済学科を廃止
- 2023年 - 看護学研究科を設置

## 基礎データ

### 所在地
- 厚木森の里キャンパス（神奈川県厚木市森の里若宮9-1）[1]
- 厚木ステーションキャンパス（神奈川県厚木市旭町5-41-15 落合ビル101号）
- 下北沢キャンパス（東京都世田谷区北沢1-16-10）
- 湘南キャンパス (湘南グラウンド)（神奈川県平塚市大神3489-1）

## 教育および研究

### 学部
- 経営文化学部
  - 経営法学科
    - ビジネス法系
    - 行政職系
    - 資格取得系

  - ビジネス・マネジメント学科
- コミュニケーション文化学部
  - 日本文化コミュニケーション学科
  - 異文化コミュニケーション学科
  - 生活心理学科
  - 子ども学科
- 観光文化メディア学部
  - 観光文化学科
  - メディア情報文化学科
- 看護学部
  - 看護学科

### 研究科
- 経営管理研究科
  - 経営管理専攻（修士課程）
    - 税理士志望コース
    - 企業家スキルアップ志望コース
- 看護学研究科
  - 看護マネジメント専攻

### 付属機関
- 文化教育研究所（大学開学時に設置された経営文化研究所を改組して2008年に設置）
  - 経営文化センター
  - 異文化研究センター（旧・コミュニケーション文化センター）
  - 観光文化センター（旧・観光メディア情報文化センター）
  - 情報文化センター（旧・観光メディア情報文化センター）
  - 吉田松陰教育研究センター（旧・吉田松陰教育センター）
- 総合学術センター（2015年4月に大学図書館、大学資料館、文化教育研究所、情報管理研究所を統合して発足）
- 看護教育センター
- 教育開発センター
- 軽井沢山荘
- 留学生センター
- シニアセンター

## 学生生活

### 学園祭
松蔭大学の学園祭は「松蔭祭」と呼ばれ、毎年秋に厚木キャンパスで開催される。

### プレゼンテーション大会
毎年12月に開催される。基礎ゼミの教育目標のひとつであるプレゼンテーション能力の修得とその成果発表の場である。

### 部活動　スポーツ
- 女子バスケットボール部は2005年、2013年インカレ優勝、2009年は5位、2010年は4位と全国屈指の強豪である。関東大学女子バスケットボール連盟一部に所属[3]。
- 女子バレーボール部は関東大学バレーボール連盟1部に所属[4]。2018年インカレ3位。
- 硬式野球部は神奈川大学野球連盟1部に所属（2017年2月現在）。
- 駅伝部は関東学生陸上競技連盟に加盟し[5]、2009年から東京箱根間往復大学駅伝競走へ参戦している。

　2011年に女子駅伝部を創部。

### 留学生
- 2013年には、ベトナム出身のファン・タイ・ゴック・チャムが本学創立以来初めて学部を首席で卒業。学長表彰を受けた。[6]
- 2015年には、スウェーデン出身のエマ・ノリングが学部長賞を受賞[7]

## 著名な出身者

### バレーボール
- 古谷ちなみ（NECレッドロケッツ）
- 藤井莉子（NECレッドロケッツ）
- 長野有紗（クインシーズ刈谷）

### バスケットボール
- 関根麻衣子（三菱電機コアラーズ）
- 篠崎澪（富士通レッドウェーブ）
- 内野智香英（富士通レッドウェーブ）
- 河瀬ひとみ（アランマーレ秋田）
- 星澤真（東京羽田ヴィッキーズ）
- 奥伊吹（富士通レッドウェーブ）

### スポーツその他
- 横山久美子（クロスカントリースキー選手）
- 梶原有高（陸上選手）
- 吉濱遼平（サッカー選手：レノファ山口FC）

### 音楽
- 坂井泉水（ZARD）（女性歌手）- 松蔭女子短期大学

## 対外関係

### 海外大学との協定
- グリフィス大学(オーストラリア)
- クライストチャーチ・ポリテクニック工科大学(ニュージーランド)
- 開南大学(台湾）
- 浙江大学城市学院（中国）
- 祥明大学校（韓国） [8]
- タンジェ国際観光高等学院（モロッコ）
- 大連工業大学（中国)
- エンデラン大学（フィリピン）
- アフリカ経営高等学院（セネガル）

### 国内大学との協定
- 首都圏西部大学単位互換協定会加盟

### その他の機関との関係
- 厚木市 - 「連携及び協働に関する包括協定書」を結んでいる
- 厚木市教育委員会 - 「市民大学教養講座」を共催している
- JICA横浜 - 「JICA横浜－松蔭大学連携講座」を共催している

## 系列校
所在地　東京都世田谷区北沢
- 松蔭大学附属松蔭高等学校[9]
- 松蔭大学附属松蔭中学校
- 松蔭幼稚園[10]
- 松蔭学園イングリッシュスクール[11]